# Австралийская чайка
Австралийская чайка (лат. Chroicocephalus novaehollandiae) — вид птиц средних размеров из семейства чайковых (Laridae). Выделяют три подвида.

## Описание
Австралийская чайка достигает длины от 36 до 44 см. Длина крыльев — от 26,8 до 31,9 см. Размах крыльев составляет от 91 до 96 см. Вес птицы — от 265 до 315 г. Самцы немного крупнее и тяжелее, чем самки.
У взрослых птиц голова, хвост и нижняя часть тела белого цвета. Спина и кроющие бледно-серые. Крылья чёрные с большими белыми пятнами. Клюв и ноги ярко-красные. Глаза желтовато-белые с тонким красным глазным кольцом. Не гнездящиеся птицы окрашены обычно менее ярко и имеют более тёмное окологлазное кольцо. Кроме того, вне периода размножения на клюве заметно тёмное пятно различной формы.
У молодых птиц чешуйчатый, коричневатый рисунок на крыльях. В остальном они очень похожи на половозрелых птиц. Клюв и глаза обычно от чёрного до тёмно-коричневого цвета, а ноги ещё желтовато-коричневые.

## Распространение
Австралийская чайка распространена на побережье, островах и больших озёрах Австралии, Тасмании и Новой Каледонии. Птицы мигрируют на небольшие расстояния.
Популяция птиц растёт. В начале 1990-х годов в Австралии гнездилось примерно 500 000 пар в 200-х гнездовых колониях.

## Питание
Австралийская чайка питается червями, рыбой, насекомыми и ракообразными.

## Размножение
Австралийская чайка гнездится в колониях, лишь изредка пары гнездятся отдельно. Часто птицы спариваются с прошлогодними партнёрами и используют то же самое место гнездования, что и годом ранее. Гнёзда сооружаются обычно на земле, но могут находиться и в кустах на высоте до 2,5 м над землёй. Вид способен выращивать выводок круглый год. Обычно время размножения на западе Австралии приходится с марта по ноябрь.
В кладке от одного до пяти яиц. Высиживание длится от 21 до 27 дней. Молодые птицы остаются 4 недели в гнездовой колонии. Затем ещё две недели родительские птицы кормят их вне гнездовой колонии. В возрасте от 3 до 4 лет птицы становятся половозрелыми.

## Классификация
Международный союз орнитологов выделяtт 3 подвида:
- Chroicocephalus novaehollandiae forsteri (Mathews, 1912)
- Chroicocephalus novaehollandiae novaehollandiae (Stephens, 1826)
- Chroicocephalus novaehollandiae scopulinus (J. R. Forster, 1844)

Более крупный подвид C. n. fosteri гнездится на севере Австралии, в Новой Каледонии и на Луайоте.